# Омельчук Сергій Олексійович
Омельчук Сергій Олексійович (21 березня 1937, Київ, УРСР, СРСР — 27 січня (?) 2014, Київ, Україна) — радянський, український кінорежисер, сценарист.

## Життєпис
Народився 1937 р. в Києві. Закінчив Київський державний інститут театрального мистецтва ім. І. Карпенка-Карого (1964).
Був членом Національної Спілки кінематографістів України.

## Фільмографія
- «Спокута чужих гріхів» (1978, асистент режисера)
- «Володьчине життя» (1984, 2-й режисер)
- «На дворі XX століття» (1986),
- «Штормове попередження» (1988, т/ф, 2 с),
- «Козаки йдуть» (1991),
- «Дорога на Січ» (1994, співавтор сценарію) та ін.